# Тривога (носоріг)
Носорі́г Триво́га (1970, ПАР — 22 березня 2016, Київ, Україна) — самка білого носорога, що мешкала у Київському зоопарку з 1972 по 2016 рік. Станом на 2016 рік була одним з найстаріших носорогів світу.

## Життєпис
Тривогу, що народилася у 1970 році, вилучили з природного середовища у Південній Африці та доправили до Німеччини, звідки вона у 1972 році потрапила до Києва. В столиці України у неї з'явилася пара — носоріг Джонні з Лондонського звіринця, разом з яким Тривога прожила 18 років, однак нащадків вони не залишили.
В зоопарку мала дружні стосунки зі слоном Боєм. Після смерті Боя у 2010 році Тривога тривалий час стояла перед порожнім вольєром слона, а в день його смерті не відходила від огорожі й вила від туги.
11 березня 2016 року Тривога важко захворіла, а одинадцять днів по тому, незважаючи на зусилля як українських, так і закордонних ветеринарів, померла. Тривога пережила найстарішого в Європі білого носорога Зулу з зоопарку в польському Лодзі більш ніж на пів року.